# Walter Scheidel

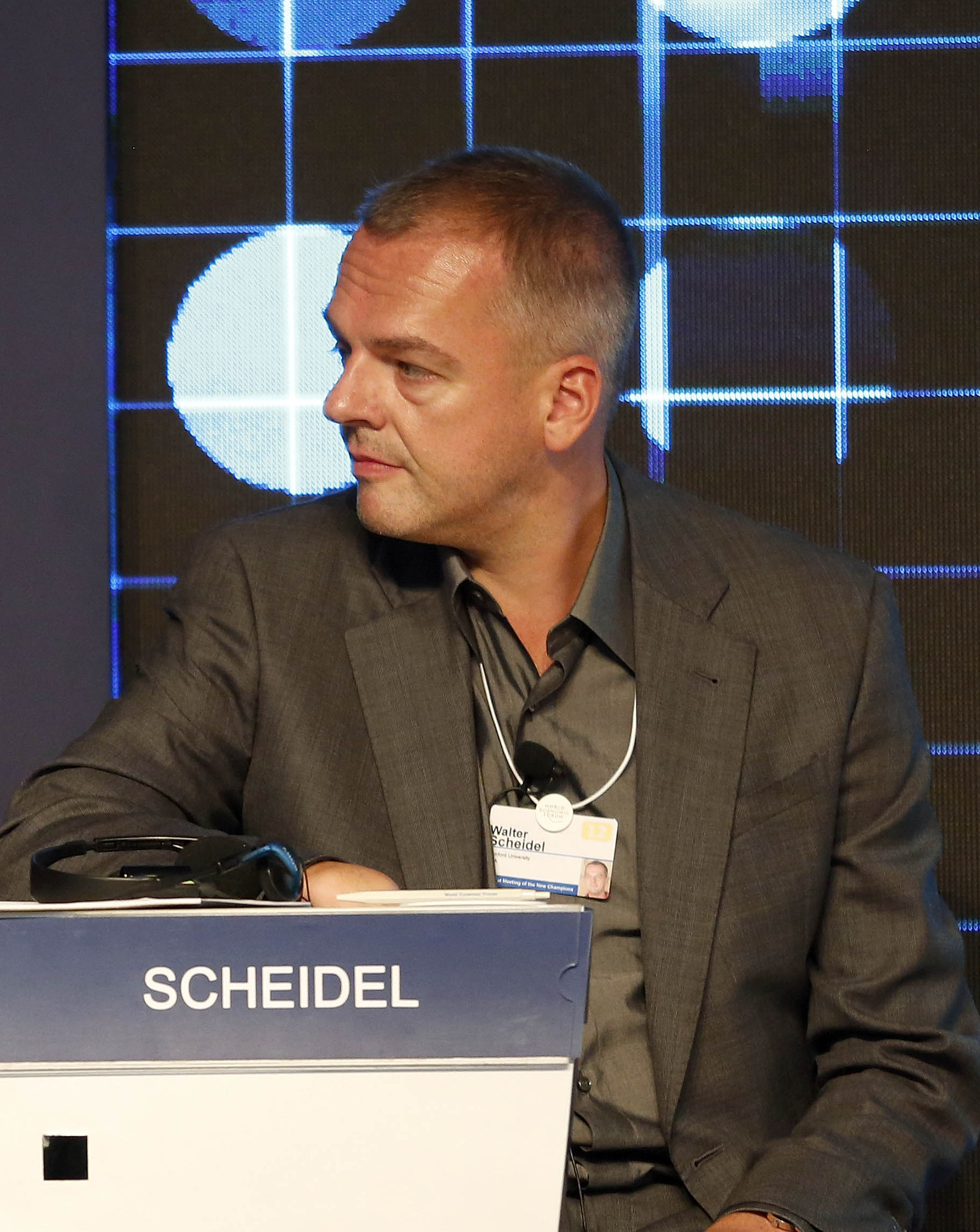
Walter Scheidel (2012)

Walter Scheidel (* 9. Juli 1966 in Wien) ist ein österreichischer Althistoriker.

## Leben
Von 1984 bis 1993 studierte er Alte Geschichte und Numismatik an der Universität Wien, wo er 1993 promoviert wurde. 1998 habilitierte er sich an der Universität Graz. Von 1990 bis 1994 war er als Verwaltungs- und Forschungsassistent an der Universität Wien tätig. Als Erwin Schrödinger Fellow des Fonds zur Förderung der wissenschaftlichen Forschung verbrachte er 1995 als Gastwissenschaftler an der University of Michigan. Von 1996 bis 1999 war er Moses and Mary Finley Research Fellow für Alte Geschichte am Darwin College in Cambridge. Während dieser Zeit war er außerdem Gastprofessor an der École des Hautes Études en Sciences Sociales und der Universität Innsbruck. Seit 2003 ist er Professor an der amerikanischen Stanford University. 2015 wurde er als korrespondierendes Mitglied in die Österreichische Akademie der Wissenschaften aufgenommen.
Seine Forschung befasst sich in der Hauptsache mit der Sozial- und Wirtschaftsgeschichte der griechisch-römischen Antike. Davon ausgehend stellt Scheidel kulturvergleichende Studien an, sowohl synchronisch im Kontext antiker Gesellschaften, als auch im diachronischen Vergleich bis hin zu den Gesellschaften der Neuzeit.
Scheidels akademisches Werk umfasst mehr als 200 Beiträge zur Sozial- und Wirtschaftsgeschichte, zahlreiche Mitherausgeberschaften sowie fünf Monographien. Sein im Jahr 2017 veröffentlichtes Werk The Great Leveler. Violence and the History of Inequality from the Stone Age to the Twenty-First Century ist unter dem Titel Nach dem Krieg sind alle gleich auch in deutscher Übersetzung erhältlich. Der Autor untersucht darin, wann und auf welche Weise es in der Menschheitsgeschichte zu einem Abbau sozialer Ungleichheit kam, und stellt fest, dass dies über alle Epochen hinweg ausschließlich infolge von Kriegen, Revolutionen und epidemischen Katastrophen geschah, jedoch niemals aufgrund einer entsprechenden Politik.

## Schriften (Auswahl)
- Grundpacht und Lohnarbeit in der Landwirtschaft des römischen Italien. Lang, Frankfurt am Main 1994, ISBN 3-631-47904-2.
- Death on the Nile. Disease and the Demography of Roman Egypt. Brill, Leiden 2001, ISBN 90-04-12323-7.
- The great leveller. Violence and the history of inequality from the stone age to the twenty-first century. Princeton University Press, Princeton 2017, ISBN 978-0-691-16502-8.
- Nach dem Krieg sind alle gleich. Theiss Verlag, Darmstadt 2018, ISBN 978-3-8062-3819-8.
- Escape from Rome. The Failure of Empire and the Road to Prosperity. Princeton University Press, Princeton 2019, ISBN 978-0-691-17218-7.

## Auszeichnungen
- 2020: der von Max Otte gestiftete „Oswald-Spengler-Preis“